# Jack în Țara Moon
„Jack în Țara Moon” este al treizeci și doilea episod al serialului de desene animate Samurai Jack.

## Subiect
Jack străbate ținuturi legendare (Orașul Kojima, Muntele Kazuo, Podul Ogami), conform îndrumării unor ființe pe care le ajutase, către un portal temporal. Ajunge în Țara mistică Moon, la malul unui lac, în mijlocul căruia se profilează o insulă. Jack încearcă să traverseze înot, dar când picioarele lui nu mai ating fundul, apa îl trage la fund. Cu greu izbutește să iasă înapoi pe mal.
Niște creaturi pitice se îndreaptă către lac în șir indian și în ritm de tobe, pleznesc apa cu palmele și cheamă astfel o creatură enormă, cu picioare neverosimil de lungi, să-i treacă dincolo. Jack se îmbarcă și el. Ajuns pe insulă, Jack întreabă creatura de Portal, iar aceasta îl duce mai departe în cârcă, apoi îl predă unui gândac roșu uriaș, care să-l conducă mai departe pe uscat. Creatura lacustră și gândacul se întreabă dacă Jack este Alesul.
Ajungând la niște cețuri străbătute de siluete fantomatice, Jack se luptă cu ele și când acestea pier, ceața se risipește și dă la iveală un peisaj fabulos, cu niște munți în formă de ciuperci, străbătând prin nori. Un uriaș Arheopterix îl duce pe Jack în zbor peste ținutul fabulos și îl scutură apoi printre niște fiare vechi, mâncate de rugină.
Jack ajunge la Portal, care este păzit de un paznic grosolan, care nu lasă pe nimeni să treacă. Profeția spune că un singur om, Alesul, va reuși să-l învingă în luptă pe paznic și să treacă prin Portal. Jack luptă cu paznicul, mai întâi cu sabia, apoi cu ce arme mai găsește rătăcite pe acolo pe jos, o suliță, niște steluțe ninja, două scuturi, până și cu mâinile goale, dar în zadar: paznicul e prea puternic. Dar când vrea să-l strivească pe Jack cu un bolovan, Portalul pâlpâie și paznicul înțelege că Jack este Alesul, dar încă nu i-a venit vremea să treacă. Paznicul cheamă Arheopterixul să-l ducă înapoi pe Jack. În Portal apare profetic imaginea unui Jack în postură de rege, mai înaintat în vârstă, cu barbă, mustață și plete lungi, cu mantie și coroană pe cap.